# Hrušín
Hrušín je přírodní památka poblíž obce Ochoz u Tišnova v okrese Brno-venkov. Důvodem ochrany je přirozené společenstvo lipových javořin s hojným výskytem sněženky, ukázka periglaciálního reliéfu.

## Fotogalerie

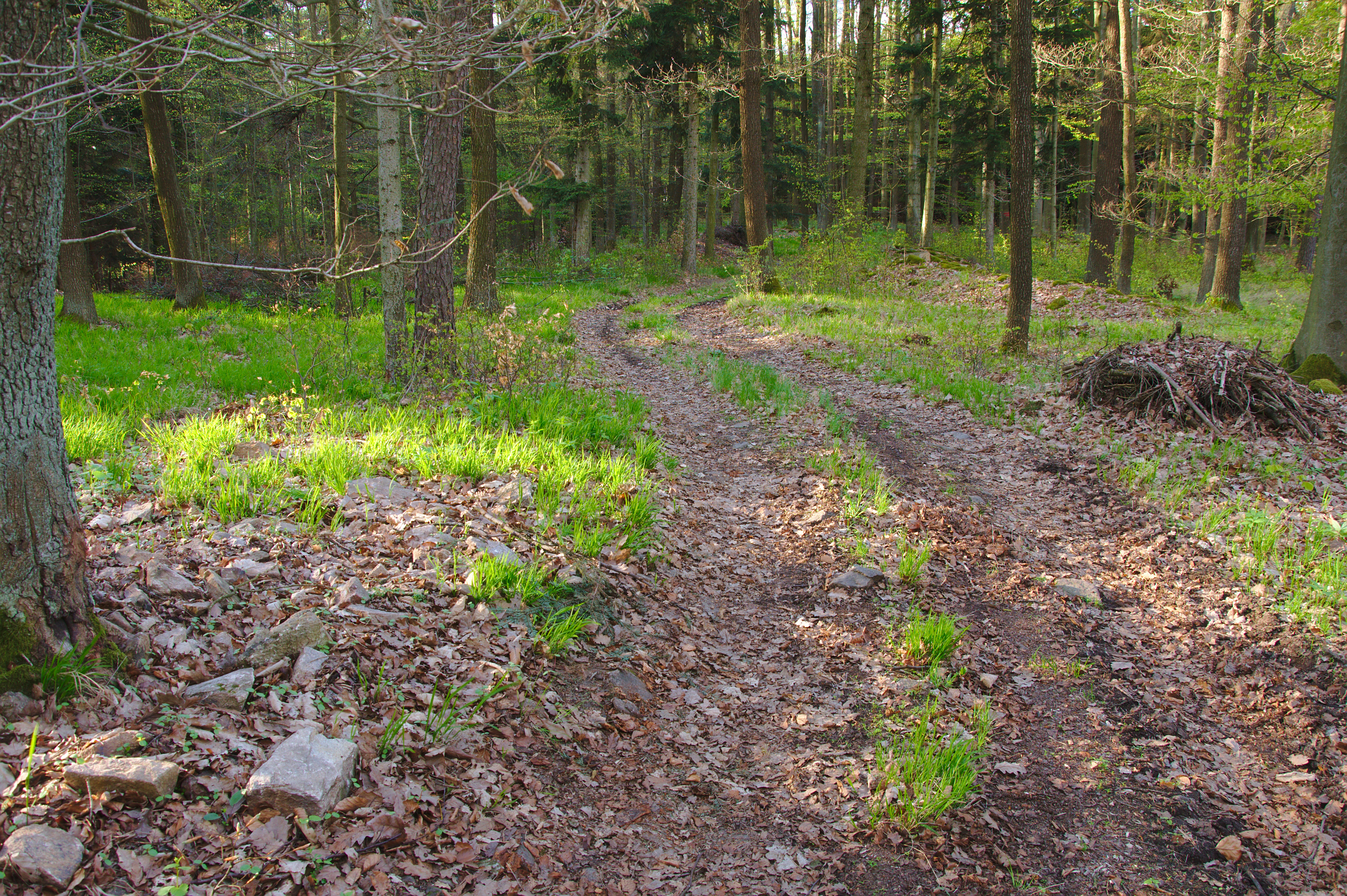
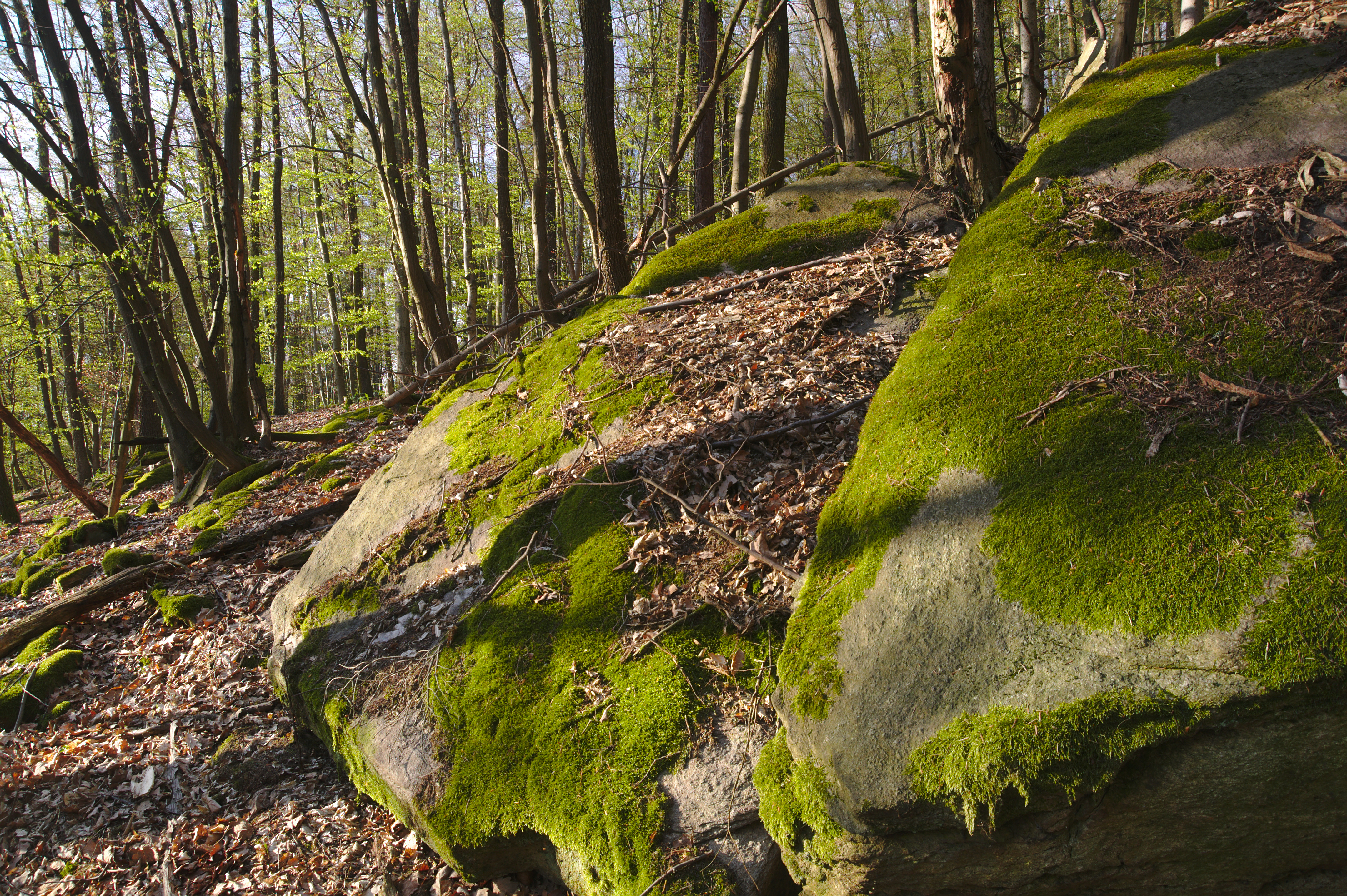
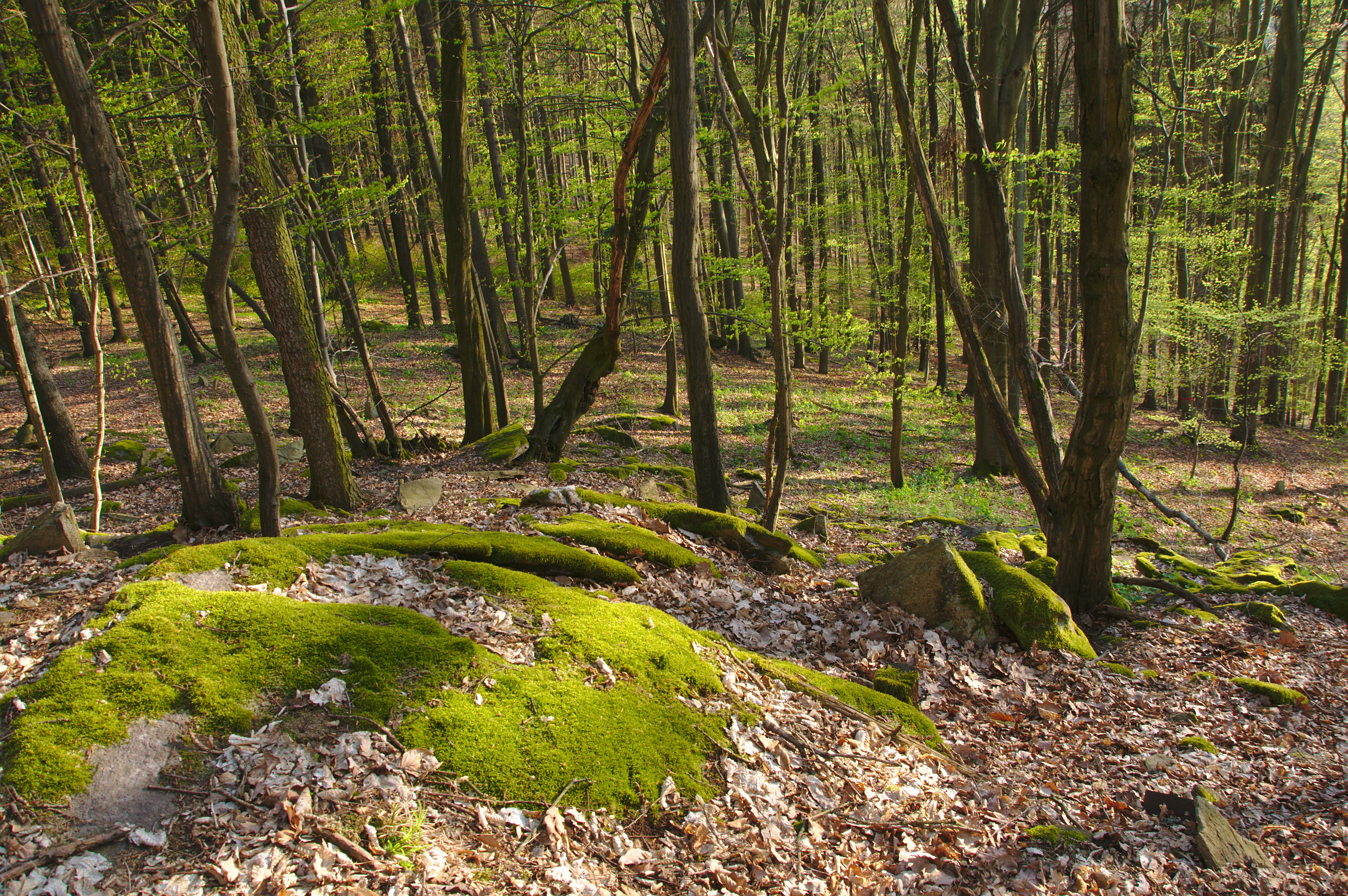
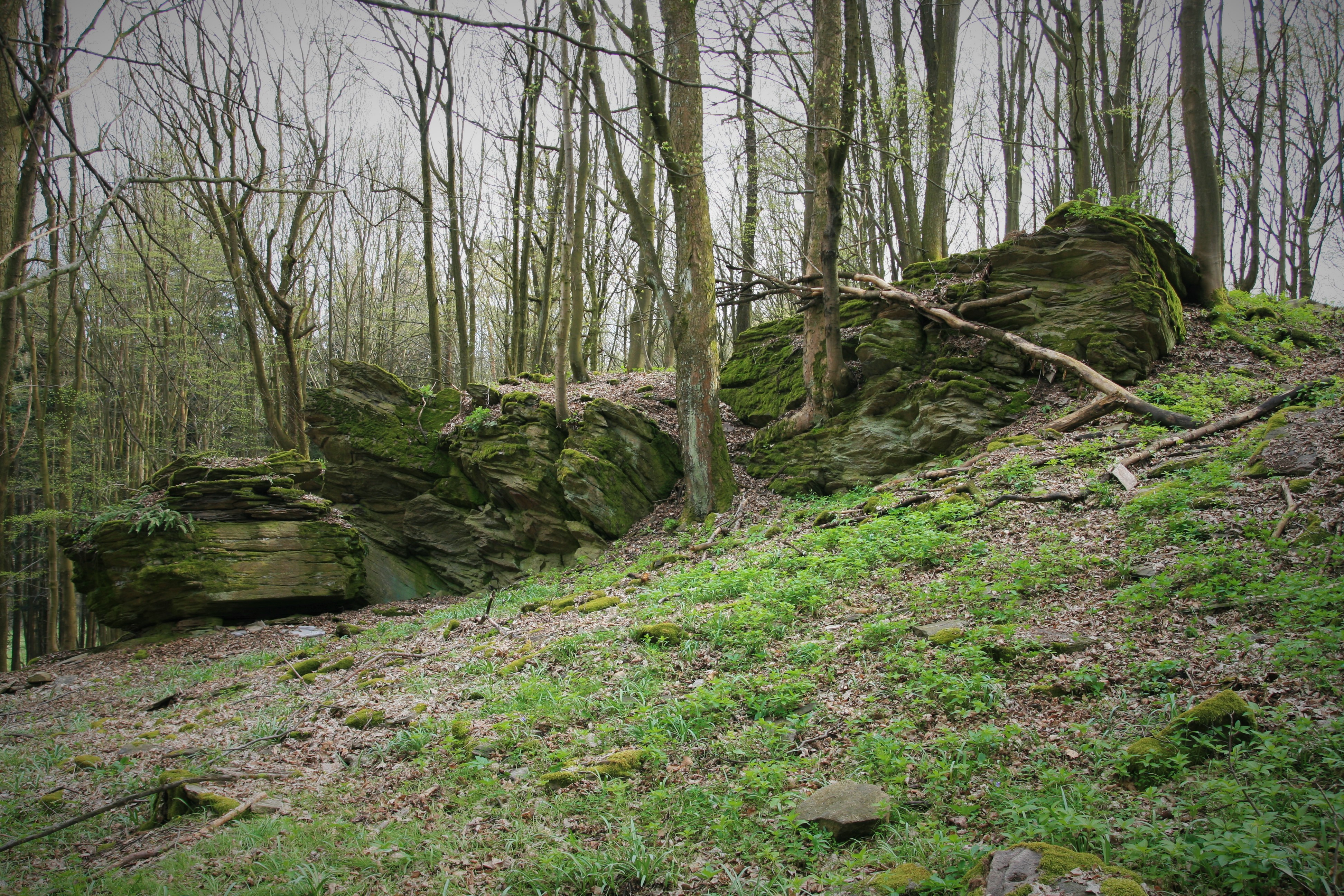